# Praça da Liberdade (Porto)
A Praça da Liberdade é, por muitos, considerada o coração da cidade do Porto, em Portugal. Localiza-se na Baixa da cidade, na freguesia de Santo Ildefonso.

## Origem do nome
Anteriormente, a atual Praça da Liberdade designou-se por Casal ou Lugar de Paio de Novais e Sítio ou Fonte da Arca (durante o século XV); Lugar ou Praça da Natividade (depois de 1682, devido à fonte lá construída nesse ano); Quinta, Campo ou Sítio das Hortas (até 1711); Praça Nova das Hortas (depois de 1711); Praça da Constituição (1820); Praça de D. Pedro IV (1833) e, ainda que por poucos dias, Praça da República (13 de outubro de 1910). A designação presente — Praça da Liberdade — foi adotada em 27 de outubro de 1910. O nome é uma alusão ao sistema republicano de governo.

## História
Propriedade do Cabido da Sé do Porto, esta área, localizada no exterior das Muralhas Fernandinas que cercavam a cidade — entre a Porta de Carros e a de Santo Elói —, teve projetos de criação de uma praça pública em 1691 e em 1709 que não se chegaram a concretizar.
Em 1718, novo projeto foi lançado, tendo o Cabido da Sé cedido os terrenos necessários à abertura da praça. Novas ruas foram então também rasgadas, entre as quais a Rua do Laranjal das Hortas (hoje desaparecida) e a Rua da Cruz (atual Rua da Fábrica).
Da concretização deste projeto resultaria a Praça Nova, limitada a norte por dois palacetes onde, entre 1819 e 1915, funcionaram os Paços do Concelho; a oriente pelo Convento dos Congregados; a sul por um tramo da Muralha Fernandina, destruído em 1788 para dar lugar ao Convento de Santo Elói — só terminado no século XIX e atualmente chamado Palácio das Cardosas —; e o lado poente, só mais tarde edificado.
A instalação do edifício da câmara municipal no local em 1819, a inauguração da Ponte de D. Luís em 1887, a extensão da via férrea até ao local em 1896, com a construção da Estação de São Bento, foram fatores decisivos para tornar a, agora chamada, Praça de D. Pedro IV, no centro político, económico e social da cidade do Porto. Em meados do século XIX, a Praça era já o "ponto predileto de reunião dos homens graves da política e do jornalismo, da alta mercancia tripeira e dos brasileiros". Aqui predominavam os botequins — "Guichard", "Porto Clube", "Camacho", "Suíço", "Europa", "Antiga Cascata", "Internacional", etc. — progressivamente desaparecidos para dar lugar a entidades bancárias, companhias seguradoras e escritórios.
Em 1916 foi demolido o edifício que serviu de Paços do Concelho, a norte da Praça da Liberdade, bem como diversos arruamentos vizinhos — ruas do Laranjal, de D. Pedro, etc. —, iniciando-se as obras de construção da ampla Avenida dos Aliados, ao cimo da qual foram construídos os modernos Paços do Concelho do Porto, amplo edifício em granito e mármore, projeto de 1920 do arquiteto Correia da Silva. A Praça da Liberdade ficou, assim, ligada à nova Avenida dos Aliados e à Praça do General Humberto Delgado, num conjunto urbano de grande monumentalidade e de particular interesse histórico e artístico.

## Pontos de interesse
- Estátua equestre de D. Pedro IV, no centro da praça.
- Banco de Portugal, delegação do Porto, localizado no lado poente da praça.
- Palácio das Cardosas, antigo Convento de Santo Elói, é hoje um hotel da cadeia InterContinental, no lado sul da praça.
- Edifício da companhia de seguros "A Nacional" (1919-1924), projeto de Marques da Silva, na esquina da praça com a Avenida dos Aliados.
- Escultura "Ardina" de Manuel Dias (escultor e professor universitário).

## Acessos
- Estação Aliados
- Linhas 22 (elétrico), 201, 202, 301, 303, 305, 501, 600, 703, 801, 900, 901, 904, 905 e 906 dos STCP.